# Siedemnastu męczenników irlandzkich
17 męczenników irlandzkich – błogosławieni Kościoła rzymskokatolickiego, którzy ponieśli śmierć męczeńską za panowania królowej Elżbiety I Tudor.
Grupę męczenników tworzą m.in.: 
- Dermot O’Hurley (zm. 21 czerwca 1584)
- Małgorzata Bermingham Ball (zm. 1584)
- Franciszek Taylor (zm. 29 stycznia 1621)
- Patryk O’Healy, biskup i Konrad O’Rourke, prezbiter, (zm. 31 sierpnia 1579)[1]
- Mateusz Lambert, Robert Tyler, Edward Cheevers, Patryk Cavanagh i dwie nieznane osoby (zm. 5 lipca 1581)
- Conor O'Devany, biskup (zm. 11 lutego 1612) z kapłanem Patrykiem O'Loughranem
- Piotr O’Higgins, prezbiter dominikański (zm. 23 marca 1642)
- Terencjusz Albert O’Brien, biskup (zm. 31 października 1651)
- Wilhelm Tirry, ksiądz (zm. 12 maja 1654).

Część z zapisów dotyczących męczeństwa świętych uległa zniszczeniu. Pomimo tego 27 września 1992 roku grupa 17 męczenników została beatyfikowana przez papieża Jana Pawła II.